# Rose-Marie Stråhle
Rose-Marie Margareta Stråhle, tidigare Andrée, född 11 juli 1948, är en svensk låtskrivare och sångerska. Under 1980- och 90-talen släppte hon flera album med egna sånger. Numera är hon dock mest verksam som låtskrivare, men uppträder som sångerska några gånger per år.

## Låtar skrivna av Rose-Marie Stråhle
- Gråt inte, framförd av Inger Nordström i den svenska Melodifestivalen 1996, slutade oplacerad[1]
- Jag ska vårda ditt minne, duett med Curt Haagers
- Nyanser Streaplers (original), Vikingarna (populäraste versionen) med flera. Populär dansbandslåt med många covers.
- Till mitt eget Blue Hawaii, Vikingarnas vinnarlåt i Hänts meloditävling 1989
- Spar dina tårar.  Flyg bort min fågel  . Gröna blad.   Du gav mig kärlek  Thorleifs
- Vila. Blå violer Drifters
- Ett litet hjärta av guld Kellys
- Blå violer Göran Lindbergs orkester

### Fotnoter
1. ↑  Mia Thornberg (28 februari 2019). ”Inger Nordström hoppades på guld” (på svenska). Göteborgsposten. https://www.gp.se/kultur/inger-nordstr%C3%B6m-hoppades-p%C3%A5-guld-1.447867. Läst 3 december 2019.